# Angielski pacjent (powieść)
Angielski pacjent – powieść Michaela Ondaatje, wydana w 1992 r. Została nagrodzona m.in. Nagrodą Bookera i sfilmowana w 1996 r. Film zdobył 9 Oscarów.
Akcja powieści rozgrywa się we Włoszech, pod koniec II wojny światowej. Bohaterami książki są pielęgniarka Hana, Caravaggio – złodziej szpiegujący w czasie wojny dla aliantów, saper Kirpal Singh oraz najbardziej tajemnicza postać – ciężko poparzony mężczyzna, podający się za Anglika, którym opiekuje się Hana. Wszyscy oni przebywają w przerobionym na szpital, prawie całkowicie opustoszałym klasztorze – Villa san Girolamo niedaleko Florencji. Akcja powieści to mozaika złożona z ówczesnych losów bohaterów, a także ich wspomnień z przeszłości, głównie z czasów wojny. Najbardziej zagadkowa jest tożsamość rannego Anglika.